# Ключі (Южно-Сахалінськ)
Ключі (рос. Ключи) — село, підпорядковане місту Южно-Сахалінськ Сахалінської області Російської Федерації.
Населення становить 474 особи (2013).

## Історія
З 1905 по 3 вересня 1945 року у складі губернаторства Карафуто Японії, відтак у складі міського округу Южно-Сахалінськ Сахалінської області.

## Населення
| 2002 | 2010 | 2013 |
| ---- | ---- | ---- |
| 464  | ↗500 | ↘474 |